# Stadna nigriplaga
Stadna nigriplaga är en fjärilsart som beskrevs av Swinhoe 1900. Stadna nigriplaga ingår i släktet Stadna och familjen nattflyn. Inga underarter finns listade i Catalogue of Life.